# Greg Raposo
Gregory Frank Raposo (Long Island, Nueva York, 3 de mayo de 1985), conocido artísticamente como Greg Raposo, es un cantante, actor y músico estadounidense. Raposo saltó a la fama inicialmente a principios de la década de 2000 como miembro de la boy band Dream Street, pero posteriormente se diversificó en una carrera en solitario como cantante de rock. Su álbum debut como solista homónimo, Greg Raposo, fue lanzado en 2003 y alcanzó el puesto número 40 en la lista de álbumes independientes en su primera semana. Su siguiente lanzamiento de 2012, Loss Love Life, se lanzó de forma independiente.

## Biografía
Cuando Greg tenía dos años, comenzó a desarrollar una fascinación por la guitarra. Cuando tenía seis años, la señora Raposo decidió que estaba cansada de tener que comprar más guitarras de juguete porque seguía rompiéndolas, así que le compró su primera guitarra real y organizó que tomara lecciones de guitarra con un profesor particular. Poco después participó en un concurso de talentos. Ganó cantando una canción de Elvis Presley. Su tía lo inscribió en Star Search, donde obtuvo el segundo lugar y fue remitido a un agente de talentos.

## Carrera

### 1993-1998: Inicios de su carrera, "The Elvis Kid" y Broadway
Raposo participó en dieciséis comerciales regionales y nacionales para todo tipo de productos, desde barras Kit Kat hasta pasta de dientes Crest. Luego, a los nueve años, solicitó que le permitieran cantar y tocar la guitarra al aire durante una grabación en vivo local de un programa de radio en WPLJ. El DJ Scott Shannon estuvo de acuerdo y Greg salió al aire. Shannon pensó que Greg tenía mucho talento y desde ese día fue coronado como "El chico Elvis". Greg apareció en WPLJ durante tres años. "The Elvis Kid" actuó en todas partes, incluso con The Jordanaires y DJ Fontana, que eran la verdadera banda de apoyo de Elvis. Greg fue el único niño invitado a actuar en Graceland para el 20.º aniversario de la muerte de Elvis Presley (1997) por Priscilla Presley.
En 1996, Raposo audicionó para 'Broadway on Broadway', una extravagancia de artistas de Broadway. Greg tuvo el honor de ser el telonero del espectáculo y cantó una composición original frente a cincuenta mil personas. Después de abrir espectáculos para 'Broadway on Broadway', fue elegido para formar parte de un grupo de canto off-Broadway llamado "The Broadway Kids", con quien grabó dos álbumes. Durante su participación en The Broadway Kids, Greg conoció a Chris Trousdale. Raposo y Trousdale se reunieron más tarde para Dream Street.
Raposo también estuvo involucrado con varios grupos benéficos y de lucha contra el abuso de sustancias. Esto incluyó: The Kids for Kids Project, Audrey Hepburn/Children's Fund, Young Plaza Ambassadors Club, Jerry's Kids y Variety, the Children's Charity. Raposo afirma que Kids for Kids fue lo más gratificante en lo que ha participado.

### 1999-2002: Ascenso a la fama y Dream Street
Dream Street, originalmente llamado 'Boy Wonder' (un nombre tomado del apodo del personaje de cómic Robin de los cómics y películas de Batman), fue creado por los productores musicales Louis Baldonieri y Brian Lukow en 1999. Raposo y Trousdale ya eran candidatos seguros para las audiciones de Dream Street ya que eran los miembros originales de 'Boy Wonder'. Después de hacer una selección entre 2000 chicos, Jesse McCartney, Frankie J. Galasso y Matt Ballinger se unieron al grupo.
Su álbum debut homónimo fue lanzado el 10 de julio de 2001. Fue certificado Oro en los EE. UU. por la RIAA, alcanzando el puesto número 1 en la lista de álbumes independientes de Billboard y el número 37 en el Billboard 200. Las canciones "It Happens Every Time" y "I Say Yeah" se reproducían con frecuencia en Radio Disney. Los chicos pronto hicieron apariciones para actuar en varios programas de entrevistas y eventos televisivos, incluidos Maury y Ricki Lake.
Mientras el éxito de Dream Street iba en aumento, también surgían tensiones entre los productores musicales y los padres de los chicos. Esto dio lugar a una demanda que obligaría a los miembros a disolverse en 2002. El último lanzamiento de Dream Street fue el álbum de la banda sonora de la película de 2002 The Biggest Fan, protagonizada por Trousdale. Raposo también apareció como él mismo en la película.

### 2002-presente: carrera en solitario
Desde 2002, Greg continuó con su carrera en solitario, haciendo conciertos y lanzado sus propios álbumes, participando en Radio Disney en 2003 con la canción "Take Me Back Home", realizando giras con Jesse McCartney y Stevie Brock, y participando en varias películas como Mickey, Donald, Goofy: The Three Musketeers y Destination Fame.
Además, formó parte de tres bandas de rock diferentes, las cuales se llamaban Raposo (2005-2006), Stereopath (2007) y Dead Celebrities (2008).
En 2012, después de una pausa de tres años, Raposo regresó a su carrera en solitario. Lanzó el álbum independiente "Loss, Love, Life", en memoria de su prima, Theresa Buccellato, el 3 de mayo de 2012, a través de una campaña de Kickstarter. El vídeo musical de su primer sencillo independiente, "That Day", fue producido en Nueva York y lanzado en línea el 15 de mayo de 2012.Las críticas elogiaron "Loss, Love, Life" por ser "genuino" y "no sonar como una banda de chicos un poco mayor". En el verano de 2012, Raposo participó en el Rock Camp Tour por Nueva York, Nueva Jersey y Long Island. Fue en esta época cuando Raposo y su novia decidieron pasar a una relación “abierta”. Se especula que había desarrollado sentimientos por uno de los antiguos miembros de la banda Raposo.

### 2020: Homenaje a Chris Trousdale
El 2 de junio de 2020, el excompañero de banda de Raposo en Dream Street, Chris Trousdale, murió en un hospital en Burbank, California, a la edad de 34 años debido a complicaciones de una enfermedad desconocida durante la pandemia de COVID-19 en California. Más tarde se reveló que la COVID-19 fue la principal complicación de la muerte de Trousdale. El 11 de junio de 2020, en lo que sería el cumpleaños número 35 de Trousdale, Raposo y sus antiguos compañeros de banda de Dream Street Jesse McCartney, Frankie J. Galasso y Matt Ballinger se reunieron para una presentación virtual de "It Happens Every Time" para rendir homenaje a Trousdale. Esta sería la primera aparición pública de Dream Street juntos como grupo desde la disolución por las demandas anteriores.

## Vida personal
Raposo comenzó a salir con Julie Cordero en 2005. Se casaron en septiembre de 2014 después de 9 años de noviazgo. Juntos tienen cuatro hijos.